# 1439

## Събития
- Сключена е Фераро-флорентинска уния между православната и католическата църква за прогонване на османците